# Famille d'Estourmel
Ne doit pas être confondu avec Estourmel.
La famille d'Estourmel, connue au Moyen Âge sous le patronyme Creton, est issue de la noblesse française.
Elle est éteinte en ligne masculine depuis 1979,.

## Histoire
La famille tire son nom du village d'Estourmel.
Au XVIIIe siècle, la famille est admise à plusieurs reprises aux honneurs de la cour, sur preuve d'une filiation suivie remontant à 1440.
L'église Saint-Vulgan d'Estourmel abrite le gisant de Gilles Creton d'Estourmel, gouverneur de Saint Quentin, mort en 1522, et de son épouse, Hélène de Noyelles, décédée en 1518.
La basilique de Saint Quentin abrite le gisant de Pierre d'Estourmel, seigneur de Vendhuille, mort en 1528, et de sa fille, Adrienne d'Estourmel.
La famille a été admise en 1963 à l'Association d'entraide de la noblesse française (ANF).

## Armoiries
Les armes de la famille se blasonnent ainsi : de gueules à la croix dentelée d'argent,, De gueules à la croix dentelée (alias engreslée) d'argent.

## Personnalités
- Jean d'Estourmel ( ?- 1557), homme politique français
- Constantin-Louis d'Estourmel (1691-1765), officier de marine français
- Louis Marie d'Estourmel (1744-1823), officier français, député aux États-généraux de 1789, neveu du précédent ;
- Alexandre-César-Louis d'Estourmel (1780-1852), homme politique français, fils du précédent ;
- Joseph d’Estourmel (1783-1852), homme politique français, frère du précédent ;
- Marie Reimbold d'Estourmel (1841-1902) : homme politique français.

## Demeures
- Château de Suzanne
- Château de Brugny

## Pour approfondir